# Campeonato Guianense de Futebol de 2019
A GFF Elite League 2019 foi a 18ª edição do Campeonato Guianense de Futebol e a 4ª no atual formato de liga. 
O torneio iniciou-se em março de 2019, com a partida entre o vice-campeão da temporada anterior Guyana Defence Force e o recém-promovido Police FC. Diferentemente das últimas temporadas, que seguiram o calendário europeu, o torneio foi nesta edição realizado inteiro em um único ano.
O vencedor foi a equipe do Fruta Conquerors, que conquistou o título com duas rodadas de antecedência e tornou-se bicampeão, classificando-se para o Caribbean Club Shield (Campeonato de Clubes do Caribe) de 2020.

## Equipes participantes
Nesta temporada, participaram 10 equipes, o mesmo número da época anterior. Entre elas, houve dois novos times, promovidos da segunda divisão, em substituição aos rebaixados de 2018.
A tradicional equipe do Santos Football Club (Georgetown) participou pela primeira vez da GFF Elite League, após sua última participação em 2013-14, na então Premier League.
| Time                    | Cidade     | Participações na liga | Posição na última edição |
| ----------------------- | ---------- | --------------------- | ------------------------ |
| Ann's Grove United      | Georgetown | 2ª                    | 8º colocado              |
| Buxton United FC        | Buxton     | 4ª                    | 6º colocado              |
| Den Amstel FC           | Leonora    | 2ª                    | 3º colocado              |
| Fruta Conquerors (C)    | Georgetown | 4ª                    | Campeão                  |
| Guyana Defence Force FC | Georgetown | 4ª                    | Vice-campeão             |
| Milerock FC             | Linden     | 2ª                    | 7º colocado              |
| Police FC (N)           | Georgetown | Estreante             | Não participou           |
| Santos FC (N)           | Georgetown | Estreante             | Não participou           |
| Victoria Kings FC       | Georgetown | 3ª                    | 5º colocado              |
| Western Tigers FC       | Georgetown | 2ª                    | 4º colocado              |

## Regulamento
As dez equipes jogaram entre si em sistema de turno único. O campeão foi aquele que somou mais pontos ao final da temporada. Este ano, não houve rebaixamento.
O turno único começou em 15 de março e se estendeu até o final de maio, pouco antes do início da Copa Ouro da CONCACAF de 2019, na qual a seleção da Guiana participou.

## Classificação final
| #  | Equipa               | J | V | E | D | GP | GC | SG  | Pts | Classificação |
| -- | -------------------- | - | - | - | - | -- | -- | --- | --- | ------------- |
| 1  | Fruta Conquerors (C) | 9 | 9 | 0 | 0 | 43 | 5  | +38 | 27  | Campeão       |
| 2  | Western Tigers FC    | 9 | 6 | 2 | 1 | 21 | 9  | +12 | 20  | Salvos        |
| 3  | Den Amstel FC        | 9 | 5 | 2 | 2 | 23 | 13 | +10 | 17  | Salvos        |
| 4  | GDF                  | 9 | 4 | 2 | 3 | 14 | 10 | +4  | 14  | Salvos        |
| 6  | Buxton United        | 9 | 3 | 2 | 4 | 9  | 11 | −2  | 11  | Salvos        |
| 5  | Santos FC            | 9 | 3 | 1 | 5 | 11 | 19 | −8  | 10  | Salvos        |
| 7  | Milerock FC          | 9 | 2 | 3 | 4 | 8  | 16 | −8  | 9   | Salvos        |
| 8  | Police FC            | 9 | 2 | 2 | 5 | 7  | 12 | −5  | 8   | Salvos        |
| 9  | Victoria Kings       | 9 | 2 | 1 | 6 | 12 | 29 | −17 | 7   | Salvos        |
| 10 | Ann's Grove United   | 9 | 1 | 1 | 7 | 2  | 26 | −24 | 4   | Salvos        |

Última atualização em 19 de dezembro de 2019
Fonte: [carece de fontes?]
Regras para classificação: 1º pontos; 2º saldo de gols; 3º gols pró.
(C) = Campeão; (R) = Rebaixado; (P) = Promovido; (O) = Vencedor do play-off; (A) = Classificado para a próxima fase. 
Somente aplicável se a temporada não tiver terminado: 
(Q) = Classificado para a fase do torneio indicada; (TQ) = Classificado para o torneio, mas não para a fase indicada; (DQ) = Desclassificado do torneio.

## Premiação
| Campeonato Guianense de Futebol de 2019 |
| Guiana                                  |
| --------------------------------------- |
| Fruta Conquerors Campeão (3º título)    |